# Ensam mamma söker
Ensam mamma söker är ett svenskt realityprogram och dejtingsåpa med premiär 2007 på TV3. TV-konceptet har gått på export till bland annat USA.
År 2019 sändes den tionde säsongen av programmet och Jessica Andersson var dess programledare.
I varje säsong medverkar vanligtvis tre ensamstående kvinnor som har barn från tidigare förhållanden. De får lära känna flera män i hopp om att bilda en ny familj. Programmet har lett till flera familjebildningar.
Johanna Toftby medverkade i programmets andra säsong och har sedan kommit att synas i flera andra TV-program och mediasammanhang.